# Douglas D-558-2 Skyrocket
I Douglas D-558-2 Skyrocket (citati anche, indifferentemente, come D-558-II) furono una famiglia di aeroplani sperimentali statunitensi costruiti dalla Douglas Aircraft Company in collaborazione con il National Advisory Committee for Aeronautics (NACA) e con la U.S. Navy; gli Skyrocket, sviluppati a partire dal D-558-1 Skystreak, vennero impiegati in un lungo programma di test di volo ad alta velocità tra la fine degli anni quaranta e la metà degli anni cinquanta.
Il secondo dei tre Skyrocket costruiti divenne, il 20 novembre 1953, il primo velivolo pilotato a superare Mach 2, vale a dire il doppio della velocità del suono.

## Storia

### Sviluppo

#### Alle origini dell'ala a freccia
L'idea che un'ala a freccia, cioè con una forma in pianta inclinata all'indietro, potesse contribuire a ridurre la resistenza aerodinamica alle alte velocità e quindi a migliorare le prestazioni di un aereo era stata sviluppata indipendentemente dagli statunitensi e dai tedeschi nel corso della seconda guerra mondiale. L'ingegnere aeronautico Robert T. Jones del Langley Memorial Aeronautical Laboratory della NACA aveva iniziato a studiare l'aerodinamica delle ali a freccia tra la fine del 1944 e l'inizio del 1945.

Il primo velivolo del programma D-558, il Douglas D-558-1 Skystreak.

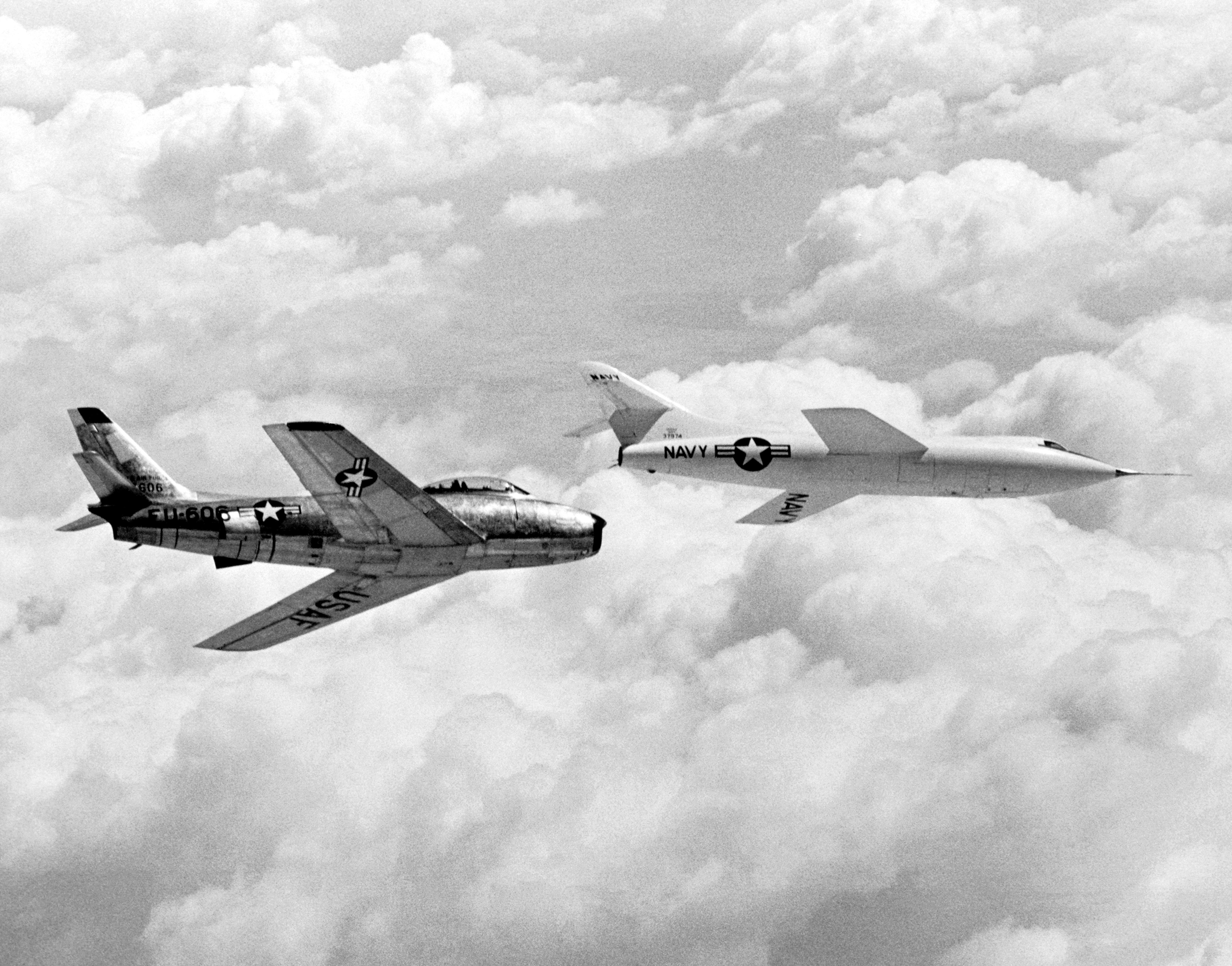
Un D-558-2 (il secondo, NACA 144) in volo con un F-86. Questa foto rende evidente la differente configurazione alare del D-558-2 rispetto al D-588-1 dell'immagine sopra.

I test in galleria del vento di un modello con un marcato angolo di freccia (condotti da Jones sotto la supervisione di Theodore von Kármán) diedero buoni risultati, dimostrando che le ali a freccia hanno buone caratteristiche aerodinamiche fino a velocità ampiamente supersoniche (le prove si spinsero fino a Mach 1,72). Tuttavia nella zona nota come regime transonico, tra circa Mach 0,75 e Mach 1,25 (cioè a velocità comprese fra tre quarti e cinque quarti della velocità del suono), i dati erano ambigui o poco chiari.

#### Il programma D-558
Il Douglas D-558-2 fu il risultato di un programma di ricerca finanziato dalla marina militare statunitense, la U.S. Navy, e portato avanti in collaborazione con la ditta di costruzioni aeronautiche Douglas Aircraft Company. Tale programma, noto come D-558, era finalizzato originariamente a studiare il comportamento dei velivoli nel regime transonico. Come si è detto, infatti, quando a metà degli anni quaranta ebbe inizio il programma, l'aerodinamica delle alte velocità era in gran parte sconosciuta ed esigenze di tipo militare, oltre che scientifico, imponevano che la fattibilità pratica del volo supersonico venisse studiata approfonditamente.
Mentre la Douglas e la U.S. Navy portavano avanti il programma D-558, la Bell Aircraft Corporation faceva procedere in parallelo, in collaborazione con lo U.S. Army, il programma XS-1 – il quale avrebbe portato nel 1947 al primo volo supersonico della storia. Mentre la Bell e l'esercito si dedicarono allo sviluppo di un velivolo a razzo, capace di alte velocità e accelerazioni ma dotato di un'autonomia molto ridotta, la Douglas e la marina (seguendo la visione della NACA) preferirono impiegare sul loro D-558 un motore a turbogetto, che consentiva di rimanere in volo per periodi più prolungati e permetteva quindi di raccogliere quantità proporzionalmente maggiori di dati.
Tra il maggio e l'agosto 1945, subito dopo la fine della guerra, una delegazione della marina statunitense si recò presso il centro di ricerca aeronautica tedesco di Braunschweig; l'enorme quantità di dati sull'aerodinamica delle ali a freccia raccolta nel periodo finale del conflitto dagli scienziati tedeschi (le ricerche dei quali si erano concretizzate in alcuni velivoli militari con ala a freccia effettivamente operativi, come il Messerschmitt Me 262) diede agli americani la conferma che le loro intuizioni erano valide.
Nel 1945 ebbero luogo negli Stati Uniti due conferenze di presentazione di simulacri per il D-558; durante la seconda di queste conferenze, che si tenne tra il 14 e il 17 agosto, si decise alla luce delle novità provenienti dalla delegazione europea di dividere il programma D-558 in due fasi.
Il programma, per il quale erano stati stanziati 6 888 444,80 dollari, sarebbe dunque iniziato con una prima fase che si poneva l'obiettivo di esplorare le possibilità dei velivoli transonici ad ala dritta, e che avrebbe portato alla costruzione di tre esemplari del velivolo sperimentale Douglas D-558-1 Skystreak; essi vennero testati tra il 1947 e il 1953. Per una trattazione delle vicende del D-558-1 si rimanda alla voce specifica. La seconda di queste due fasi prevedeva la costruzione di un velivolo sperimentale ad ala a freccia, e aveva l'obiettivo di studiare il comportamento in volo di questo tipo di velatura. Essa avrebbe portato al Douglas D-558-2 Skyrocket.
Una terza fase avrebbe dovuto concludersi con la realizzazione di un simulacro per un aeroplano da combattimento veloce progettato sfruttando le conoscenze accumulate nel corso delle fasi uno e due; tuttavia il programma si fermò al termine della seconda fase. Dal momento che l'autorità navale per la ricerca (Office of Naval Research) era particolarmente interessata anche al volo ipersonico (a velocità dell'ordine di Mach 5) il team della Douglas progettò poi un velivolo capace di Mach 6 e designato D-558-3, che però a sua volta non venne costruito.
I lavori per la progettazione e la costruzione del D-558-2, guidati dall'ingegnere aeronautico Ed Heinemann in collaborazione con lo specialista in aerodinamica Kermit Van Every, durarono dal 1945 all'inizio del 1948.

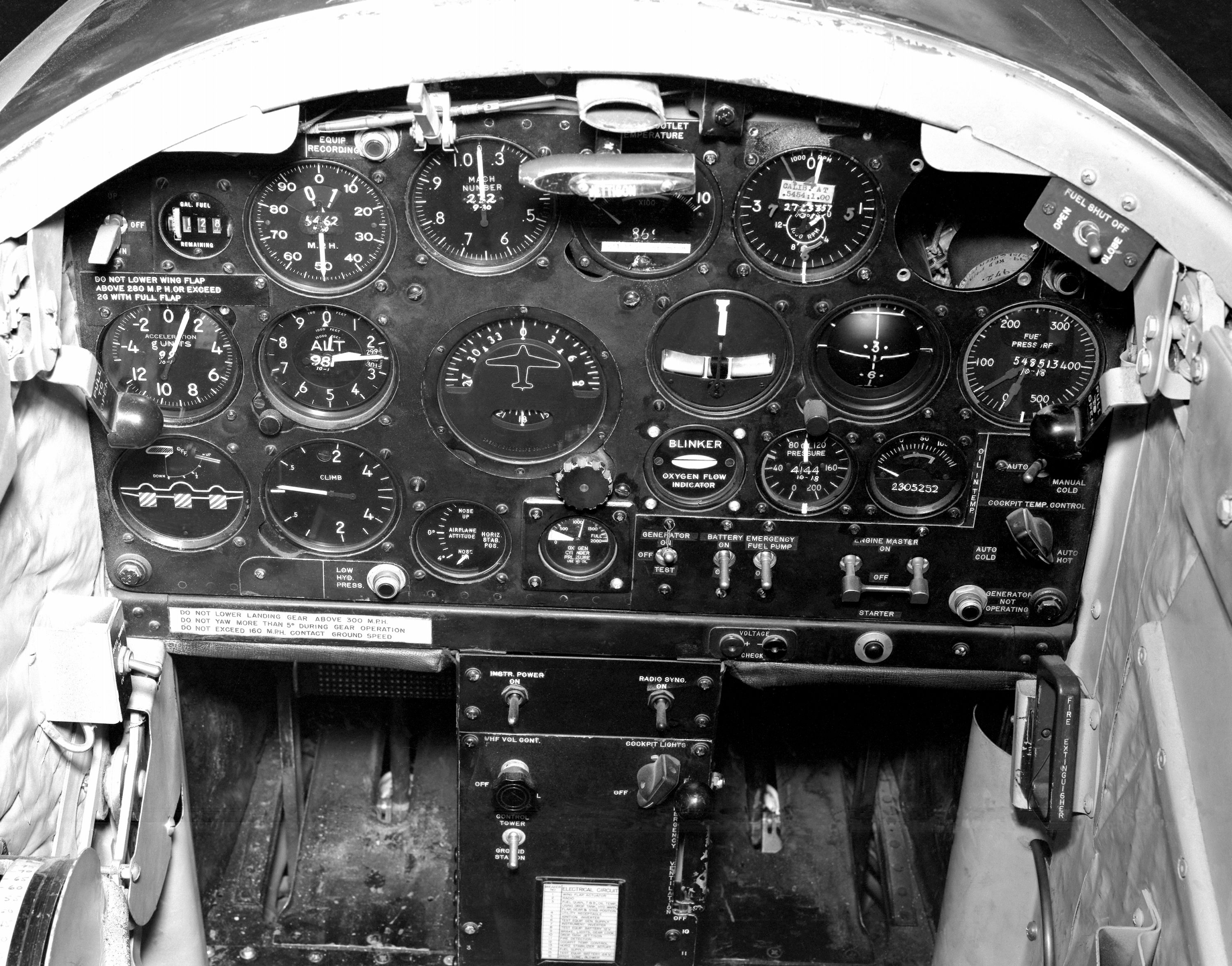
Il pannello strumenti nell'abitacolo di un D-558-2.

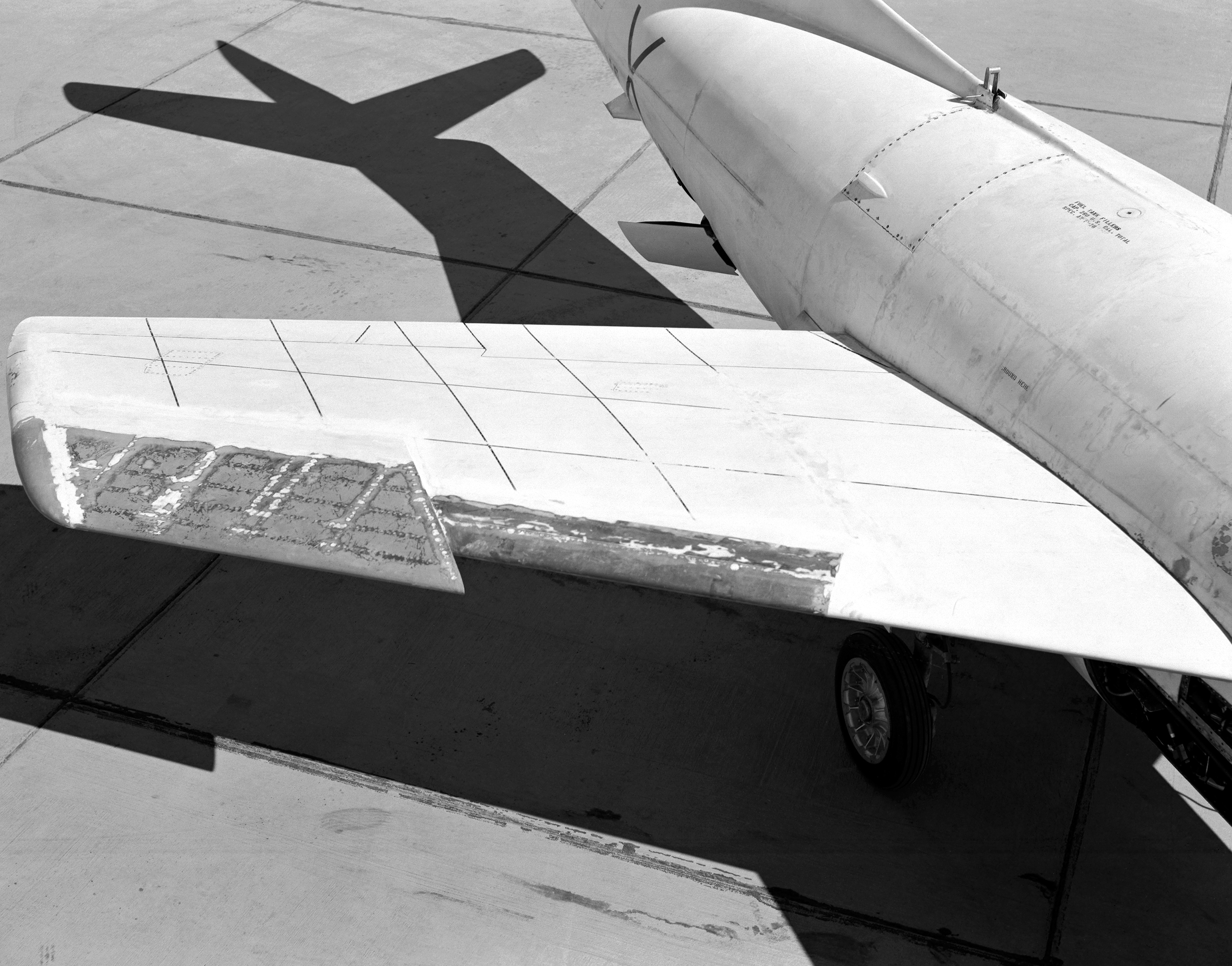
Una delle configurazioni alari sperimentate sullo Skyrocket prima di approdare a quella definitiva (con ala a freccia semplice, paretine antiscorrimento e ipersostentatori) prevedeva un "dente" a circa due terzi del bordo d'attacco.

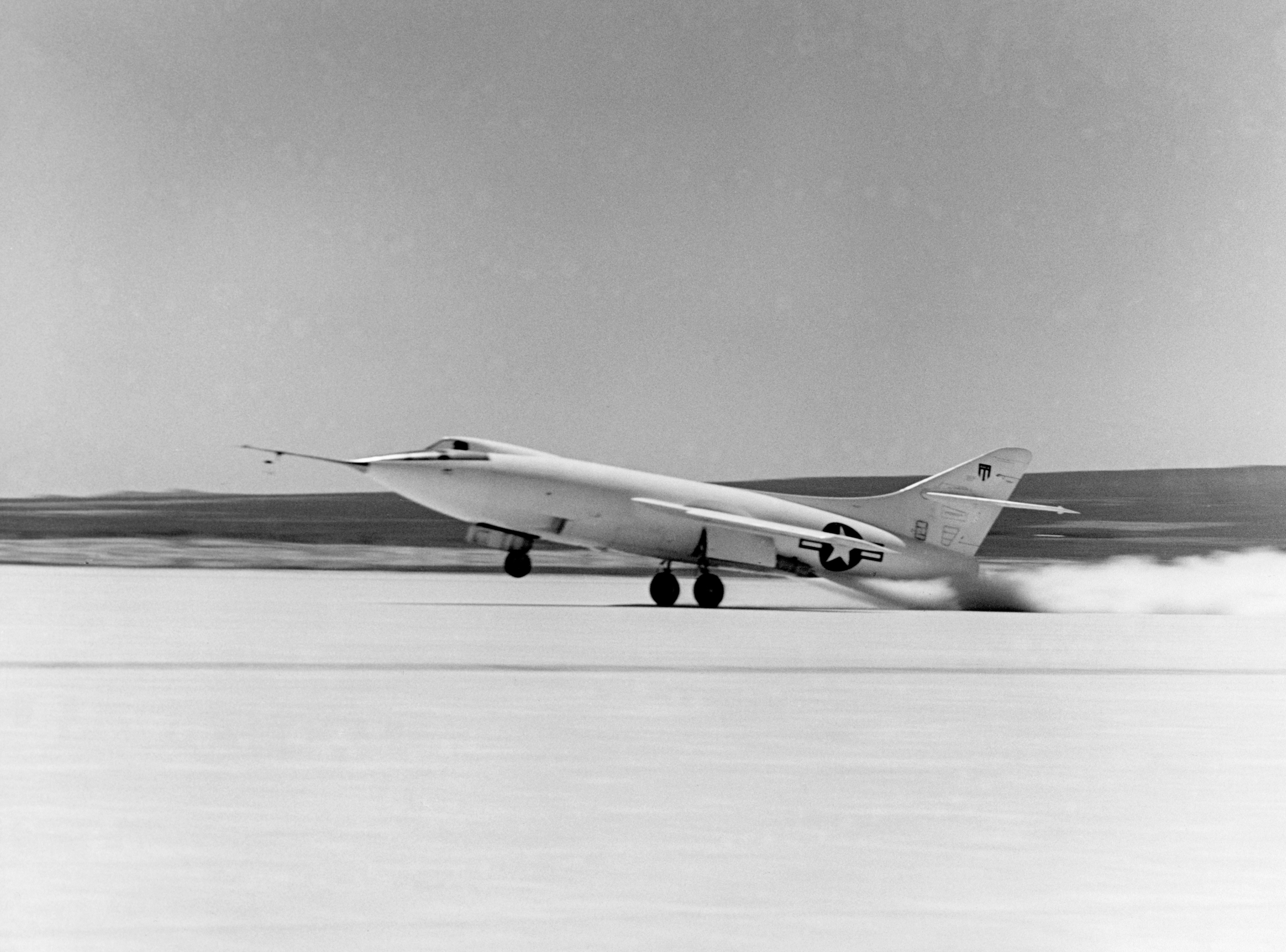
Un D-558-2 in decollo da terra con assistenza di jet ausiliari (JATO).

### Tecnica
Il Douglas D-558-2 Skyrocket era un monoplano dalla linea affusolata, dotato di una piccola ala con un marcato angolo di freccia e di impennaggi cruciformi in coda a loro volta a freccia. Le ali avevano un angolo di diedro leggermente negativo, e presentavano una lieve rastremazione inversa: lo spessore dell'ala era del 10% della corda alla radice e del 12% all'estremità. Nella versione definitiva dell'aereo (che subì diverse modifiche nel corso dei test) le caratteristiche aerodinamiche dell'ala alle alte velocità erano migliorate da una coppia di paretine antiscorrimento disposte simmetricamente a circa un terzo dell'apertura di ciascuna semiala; le prestazioni a bassa velocità o ad alti angoli d'attacco erano migliorate da alette Handley-Page sul bordo anteriore dell'ala e da ipersostentatori di curvatura sul bordo posteriore. L'angolo di freccia dell'ala era di 35 gradi.
Le superfici di coda (stabilizzatore e deriva) erano inclinate all'indietro di 40 gradi per evitare interferenze tra le onde d'urto generate dall'ala e dall'impennaggio al passaggio attraverso la cosiddetta "barriera del suono". Per prevenire il rischio di perdite di controllo pericolose, a loro volta possibili a causa dei fenomeni di compressibilità dell'aria che si verificano a velocità prossime a Mach 1, uno stabilizzatore interamente mobile sostituiva i normali equilibratori.
La struttura era costruita prevalentemente in alluminio, con ampio uso di fogli di magnesio per il rivestimento. Dovendo resistere alle considerevoli sollecitazioni del passaggio oltre la velocità del suono il D-558-2 era caratterizzato da un'elevata robustezza strutturale. I fattori di carico limite erano 12 g (ultimate load, fattore calcolato su un margine di sicurezza) e 7,33 g (limit load, carico limite previsto per le condizioni di servizio).
La fusoliera aveva una forma ogivale molto affusolata e penetrante; inizialmente l'abitacolo era completamente affondato nella fusoliera (come quello dell'X-1), ma a causa della pessima visibilità causata da questa configurazione dopo i primi test in volo venne introdotto un tettuccio "a goccia" simile a quello del D-558-1. A causa di una certa instabilità in rollio, messa in evidenza da queste stesse prove, venne anche ingrandita la deriva.
La motorizzazione dell'aereo variò molto nel corso dell'evoluzione dei tre esemplari. Inizialmente per il velivolo era previsto un turbogetto Westinghouse con compressore assiale appartenente alla famiglia dei J-24, J-30 e J-34; la versione a turbogetto definitiva ebbe installato il J-34. Fino al 1950 gli Skyrocket a turbogetto decollarono sempre da terra in modo completamente autonomo; a partire da quell'anno, però, i motori a turbogetto vennero sostituiti dal propulsore a razzo a quattro camere di combustione Reaction Motors LR-8 e i due aerei già costruiti vennero adattati ad essere lanciati in volo da un Boeing P2B (denominazione della marina statunitense del Boeing B-29 Superfortress). Il terzo velivolo fu invece dotato fin dall'inizio di un sistema di propulsione ibrido, con il motore a turbogetto installato insieme al razzo.

### Impiego operativo

#### NACA 143
Il primo dei tre Skyrocket costruiti (matricola 37973, NACA 143) volò per la prima volta il 4 febbraio 1948. Inizialmente equipaggiato con un motore Westinghouse J-34-40 e configurato esclusivamente per decollare autonomamente da terra, l'aereo venne modificato nel 1954-1955 con l'installazione di un razzo Reaction Motors LR-8-RM-6 e adattato ad essere lanciato in volo da un aereo-madre. Il NACA 143 eseguì 123 missioni di volo, tutte tranne una portate a termine da piloti della Douglas come parte di un programma della ditta appaltatrice per testare le performance del velivolo. L'unico volo del NACA 143 con un pilota della NACA ebbe luogo il 17 settembre 1956 per consentire al collaudatore John McKay di familiarizzarsi con il nuovo motore a razzo. I test in volo eseguiti da questo esemplare confermarono le predizioni sul comportamento del velivolo provenienti dalle prove in galleria del vento, salvo per il fatto che a velocità superiori a Mach 0,85 la resistenza era minore del previsto.

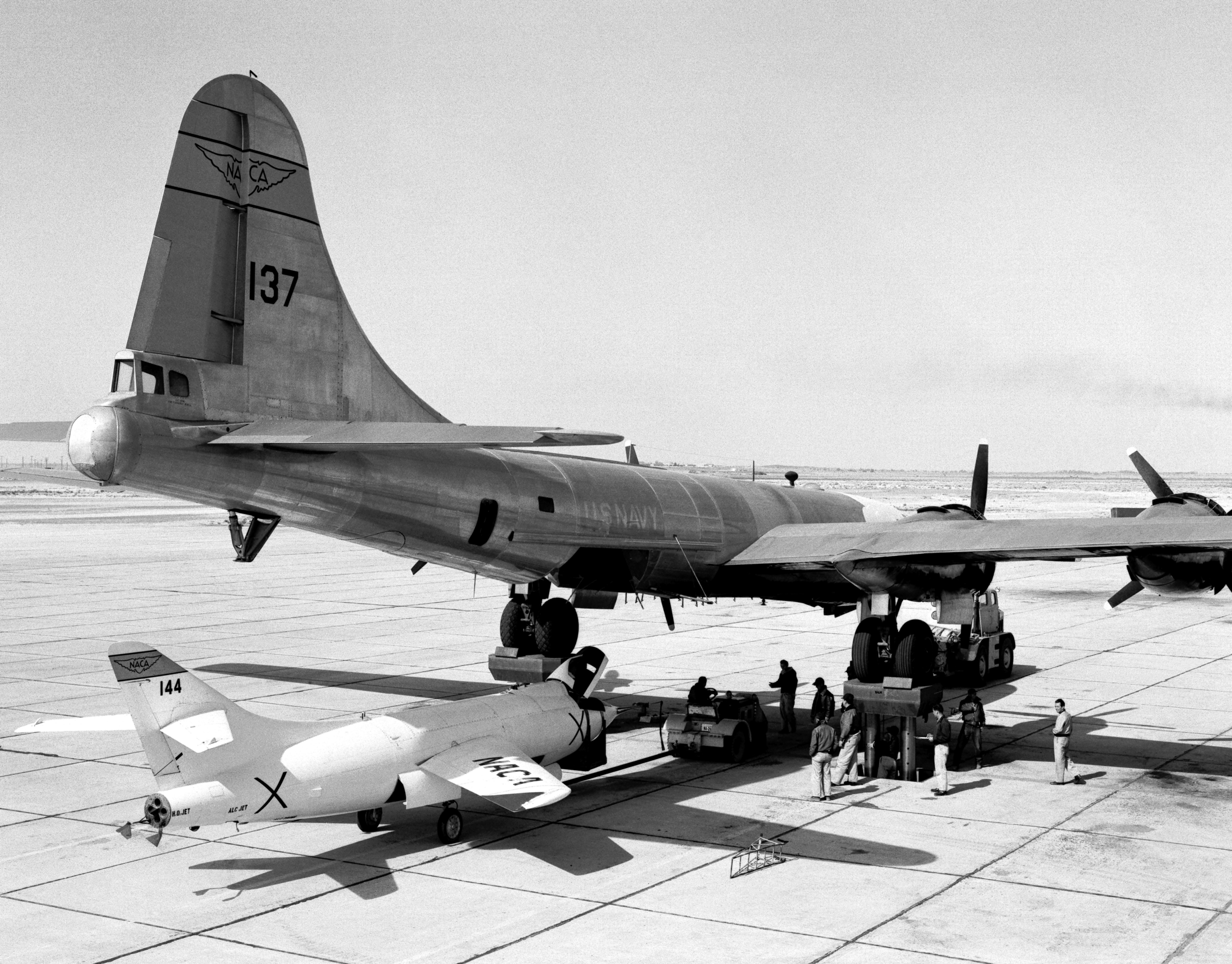
Lo Skyrocket n. 2, NACA 144, si prepara per essere agganciato sotto l'aereo-madre, che è tenuto sollevato sopra di esso da dei martinetti idraulici.

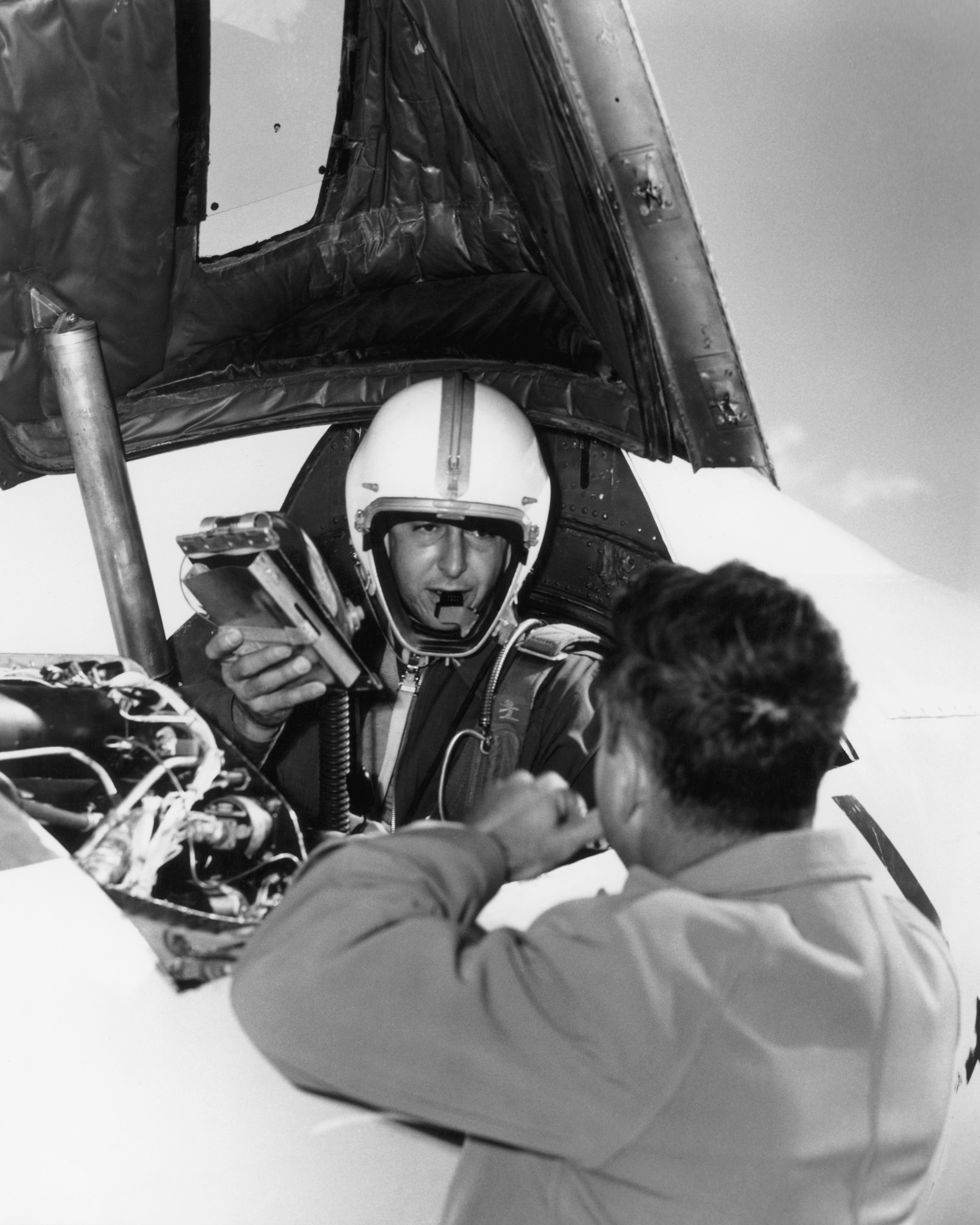
Scott Crossfield a bordo del secondo Skyrocket subito dopo aver raggiunto, per la prima volta nella storia dell'aviazione, una velocità doppia di quella del suono.

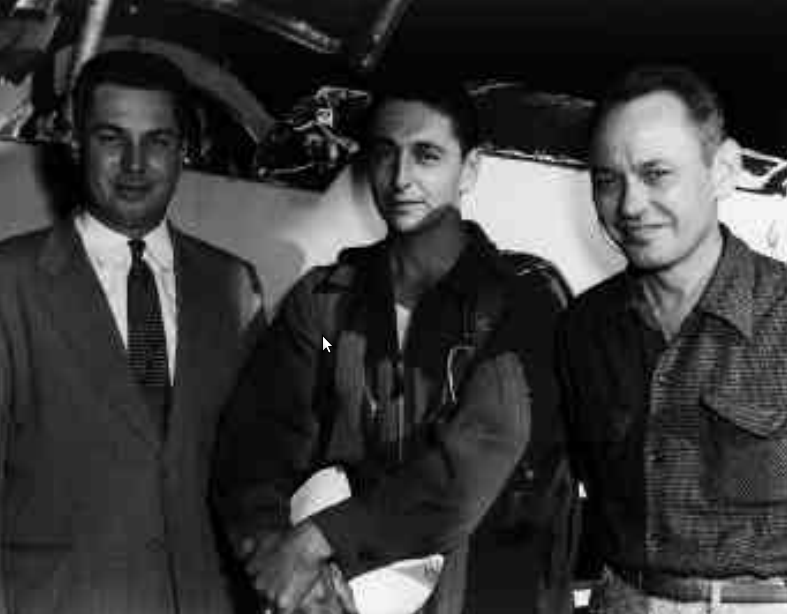
Il capo dell'HSFRS Walt Williams, il pilota Scott Crossfield e il controllore di volo Joe Vensel posano davanti allo Skyrocket n. 2 nel giorno in cui Crossfield superò Mach 2.

#### NACA 144
Anche il secondo esemplare, matricola 37974, NACA 144, iniziò la sua carriera con un motore a turbogetto. I piloti della NACA Robert A. Champine e John H. Griffith portarono a termine 21 voli in questa configurazione per studiare la calibrazione degli indicatori di velocità e per eseguire ricerche sulla stabilità laterale e longitudinale oltre che sulla controllabilità del velivolo. Nell'agosto 1949, nel corso di queste missioni, i collaudatori si imbatterono in alcuni fenomeni di stallo aerodinamico collegati al volo ad elevati angoli d'attacco; essi rappresentavano un problema piuttosto serio perché costituivano una limitazione grave e potenzialmente pericolosa delle prestazioni dell'aereo, e perciò la NACA decise di approfondire la questione.
Nel 1950 la Douglas sostituì il turbogetto Westinghouse con il razzo Reaction Motors. Un pilota della compagnia, William B. Bridgeman, portò per sette volte l'aeroplano a una velocità di Mach 1,88 e toccò, il 15 agosto 1951, la quota di 24 368 metri (79 494 piedi); batté così il record di altitudine dell'epoca, anche se il primato non venne omologato ufficialmente.
Nella configurazione con il motore a razzo un bombardiere quadrimotore P2B portava l'aereo (agganciato sotto il suo ventre e parzialmente occultato nella stiva originariamente destinata alle bombe) fino a una quota di 9 144 metri (30 000 piedi), per poi lanciarlo.
Bridgeman incontrò problemi di instabilità laterale nel corso dei suoi voli; la NACA cercò di superare queste difficoltà con una serie di 20 voli ai comandi di Albert Scott Crossfield, in cui vennero raccolte grandi quantità di dati sui carichi delle ali e dei piani di coda, sulla stabilità longitudinale, sulla qualità complessiva del controllo sull'aeroplano, sulla portanza, sulla resistenza e sul comportamento del velivolo in presenza di fenomeni di aeroelasticità.
Un nuovo record non ufficiale di quota venne battuto da Marion Carl, un tenente colonnello dei Marines, il 21 agosto 1953; lo Skyrocket raggiunse in quell'occasione i 25 370 metri (83 235 piedi).
L'ugello del motore a razzo venne poi modificato dai tecnici della NACA della High-Speed Flight Research Station per evitare che il getto di gas incandescenti interferisse con il timone nel volo a velocità supersoniche; questa modifica ebbe l'effetto collaterale di incrementare la spinta fornita dal motore di circa il 6,5% a Mach 1,7 e 21 336 metri (70 000 piedi) di quota.
Già prima dei voli di Carl il capo dell'HSFRS Walter C. Williams aveva chiesto alla NACA di poter spingere l'aereo fino a Mach 2, per raccogliere dati scientifici sul volo a quelle velocità. La NACA inizialmente si era opposta, ma il suo direttore Hugh L. Dryden acconsentì infine a che venisse portato a termine un tentativo di volare oltre il doppio della velocità del suono.
Oltre a modificare l'ugello, i tecnici HSFRS della NACA apportarono allora altre modifiche al velivolo: raffreddarono il combustibile del razzo in modo che i serbatoi potessero contenerne una quantità maggiore e levigarono la superficie della fusoliera per ridurre la resistenza aerodinamica. Grazie a questa preparazione e a un piano di volo studiato da Herman O. Ankenbruck per alzarsi fino a 72 000 piedi e poi lanciarsi in una leggera picchiata, Crossfield riuscì il 20 novembre 1953 a raggiungere la velocità di Mach 2,005, equivalente a 2 077 chilometri orari. Si trattò del primo volo oltre Mach 2 nella storia dell'aviazione, e fu l'unica volta che lo Skyrocket toccò una velocità così elevata.
Dopo questa data Crossfield e altri due piloti della NACA, Joseph A. Walker e John B. McKay, eseguirono altri voli sullo Skyrocket n. 2 allo scopo di raccogliere dati sulla distribuzione della pressione sulle superfici, sui carichi strutturali e sul riscaldamento della cellula dovuto all'attrito con l'aria; l'ultimo volo del programma, in cui McKay ottenne dati sulla stabilità dinamica del velivolo e sui livelli di pressione acustica a velocità transoniche e supersoniche, avvenne il 20 dicembre 1956.
Il NACA 144 compì in totale 103 voli.

#### NACA 145
Nel frattempo, a partire dal novembre 1950, il terzo esemplare (matricola 37975, NACA 145) aveva completato 21 voli ai comandi dei piloti della Douglas (Eugene F. May e William Bridgeman), ed era poi passato alla NACA. Presso il National Advisory Committee for Aeronautics, Crossfield e Walter Jones avevano pilotato questo velivolo, caratterizzato dal doppio sistema propulsore, in una serie di test riguardanti il comportamento dell'aereo ad alti angoli d'attacco che si svolsero tra il settembre 1951 e l'estate 1953. Nel corso di questi test l'ala dello Skyrocket subì numerose trasformazioni sperimentali, venendo equipaggiata di volta in volta con paretine antiscorrimento, alule o estensioni del bordo d'attacco; le paretine migliorarono le caratteristiche dell'aereo nel volo ad elevati angoli d'attacco e le sue possibilità di rientrare rapidamente sotto il controllo del pilota dopo uno stallo; le alette Handley Page lungo il bordo d'attacco annullarono il rischio di stalli pericolosi, tranne che nella zona tra Mach 0,80 e 0,85; le estensioni del bordo anteriore dell'ala invece non diedero buoni risultati (smentendo le previsioni derivate dalle prove in galleria del vento).
Nel giugno 1954 Crossfield iniziò a investigare gli effetti di carichi esterni (bombe e serbatoi ausiliari trasportati sotto le ali o sotto la fusoliera) sul comportamento dell'aereo a velocità transoniche. Lo studio da parte della NACA di questo argomento fu completato con i dati raccolti da Stanley Butchart e da McKay; quest'ultimo completò l'ottantasettesima e ultima missione del NACA 145 il 28 agosto 1956.

## Versioni
I tre esemplari costruiti del modello D-558-2 Skyrocket erano molto simili tra loro, e non costituivano quindi versioni differenti del progetto di base; tuttavia differivano per alcuni dettagli, legati principalmente alla motorizzazione e alla capacità di carburante.
- Il primo esemplare, D-558-2 n. 1 (matricola 37973, NACA 143) era inizialmente dotato di un motore turbogetto Westinghouse J-34-40 con una spinta al banco di 13 345 N (3 000 lbf). Trasportava 984 l (260 U.S. gal) di benzina avio e pesava al decollo 4 795 kg (10 572 lb). Nel 1955 venne modificato per poter essere lanciato da un aereo-madre, anziché decollare con i suoi mezzi: il motore a turbogetto venne sostituito da un endoreattore Reaction Motors LR-8-RM-6 con una spinta al banco di 26 689 N (6 000 lbf). I propellenti di questo motore erano 1 305 L (345 U.S. gal) di ossigeno liquido e 1 430 L (378 U.S. gal) di alcol etilico diluito. Nella configurazione di lancio aveva un peso di 7 160 kg (15 787 lb). Compì 123 voli.[3]
- Il secondo esemplare, D-558-2 n. 2 (matricola 37974, NACA 144) era identico alla versione a razzo del NACA 143. Compì 103 voli.[3]
- Il terzo esemplare, D-558-2 n. 3 (matricola 37975, NACA 145) aveva sia il razzo LR-8-RM-5 che il turbogetto J-34-40. Trasportava 643 L (170 U.S. gal) di ossigeno liquido, 726 L (192 U.S. gal) di alcol etilico diluito e 984 L (260 U.S. gal) di benzina avio, per un peso al momento del lancio di 6 924 kg (15 266 lb). Compì 87 voli.[3]

## Utilizzatori
Stati Uniti
- Douglas Aircraft Company
- National Advisory Committee for Aeronautics
- United States Navy

## Esemplari attualmente esistenti
Tutti e tre i D-558-2 sono sopravvissuti, e sono attualmente esposti presso musei o istituzioni.
- Il NACA 143 è conservato al Planes of Fame Museum di Ontario, in California.[3]
- Il NACA 144 è conservato presso il National Air and Space Museum della Smithsonian Institution di Washington[3]
- Il NACA 145 è esposto davanti all'Antelope Valley College di Lancaster, in California.[3]

## Bibliografia

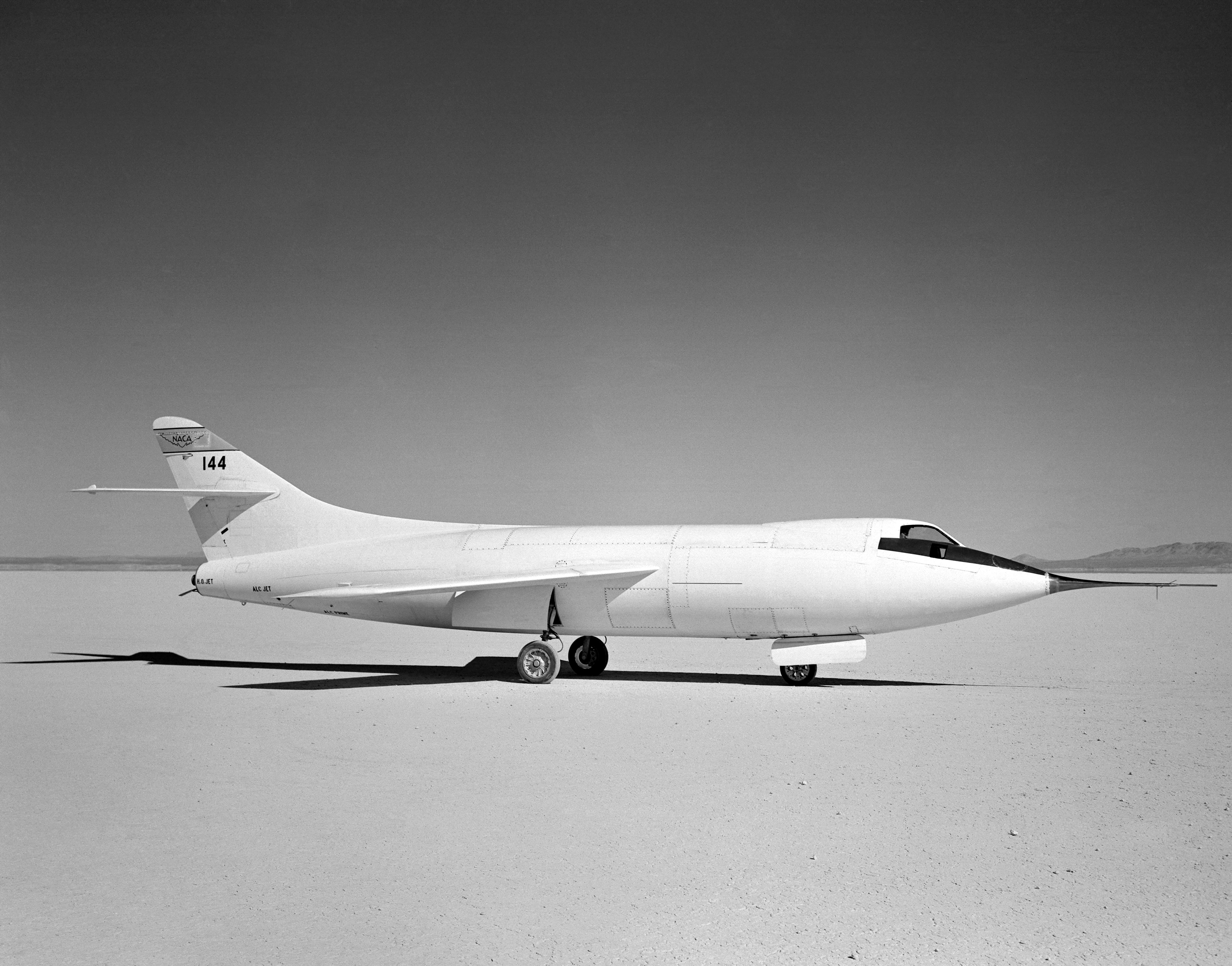
Vista di profilo del secondo D-558-2 (NACA 144).

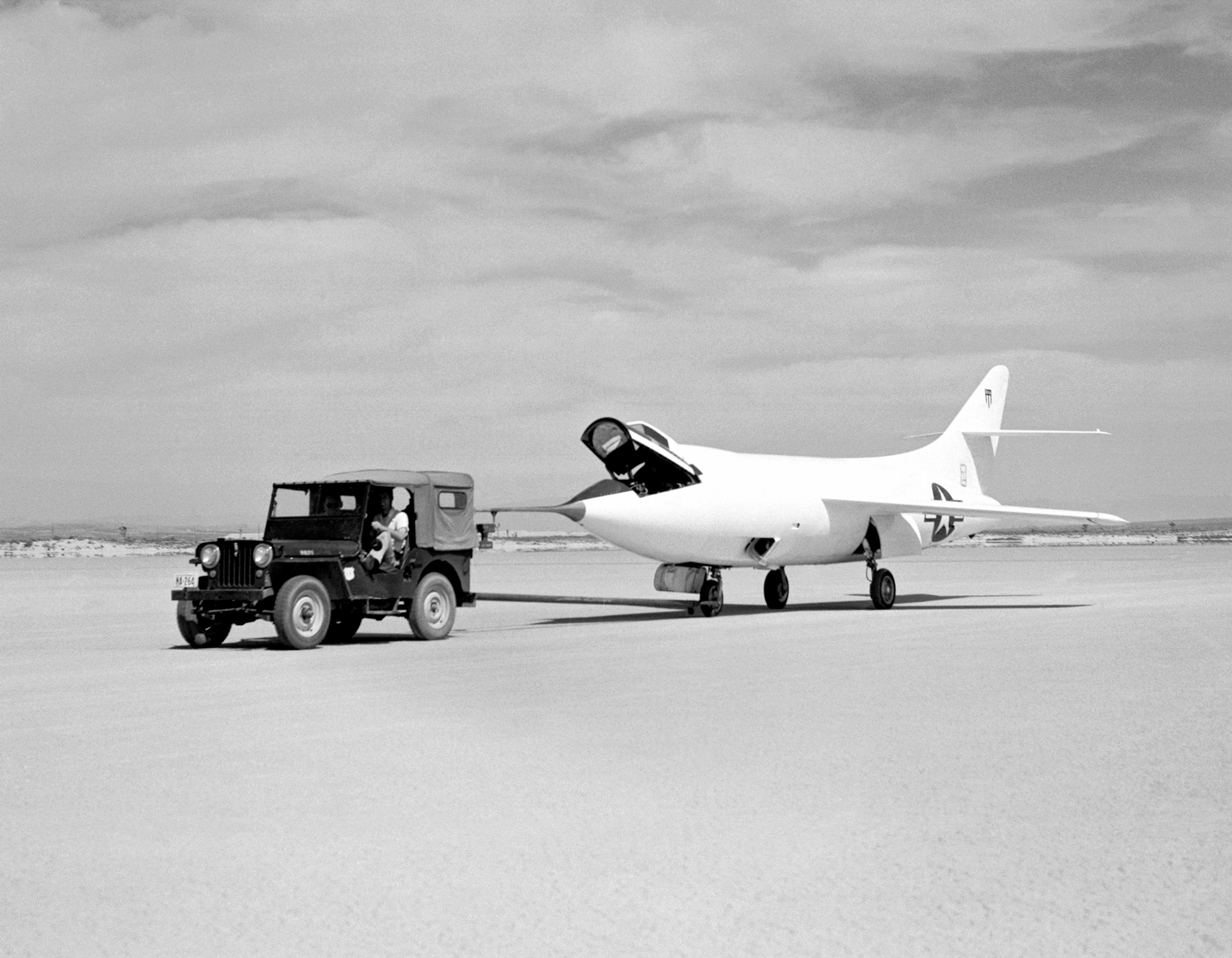
Lo stesso velivolo NACA 144, rulla trainato da un veicolo terrestre.